# Comme un air d'autoroute
Ne doit pas être confondu avec Sur un air d'autoroute.
Pour plus de détails, voir Fiche technique et Distribution.
Comme un air d'autoroute est un téléfilm français réalisé par Vincent Burgevin et Franck Lebon, diffusé le 5 juillet 2013 sur Arte. Cette comédie musicale décalée a été primée au Festival de la Fiction TV de La Rochelle en 2012.

## Synopsis
Nourrisson abandonné à la naissance, Peter a fait de l'aire d'autoroute qui l'a vu grandir un havre de paix, joyeux et extravagant. Entouré par une tribu d'employés loufoques et fantasques, il résiste aux assauts du groupe pétrolier Degrand, dont le patron ambitionne de devenir le maître incontesté de l'autoroute 440 en récupérant la dernière aire qui lui échappe encore. L'arrivée de la belle Marie, fille de l'industriel envoyée pour l'espionner, va remettre en question le quotidien de Peter...
Après avoir égratigné le monde de l'entreprise avec le moyen métrage Heureux qui comme Édouard, les réalisateurs Franck Lebon et Vincent Burgevin signent ici une nouvelle comédie musicale déjantée. Compère et acteur fétiche des deux cinéastes, Boris Vigneron y interprète un propriétaire d'aire d'autoroute au grand cœur qui gère avec bienveillance ce petit village gaulois résistant encore à l'envahisseur. Pour lui donner la réplique, la pétillante Maryvette Lair campe le rôle d'une fille à papa potiche, naïve et maladroite, missionnée par son père pour le séduire et le faire plier. Dans la peau de l'industriel machiavélique, Didier Bourdon n'a rien perdu de son pouvoir comique. Une intrigue qui sert de prétexte au duo de réalisateurs pour mettre en scène une galerie de personnages hauts en couleur, au rythme de scènes de comédies musicales décalées, aux faux airs de Broadway.

## Distribution
Sauf indication contraire, les informations mentionnées dans cette section peuvent être confirmées par la base de données cinématographiques IMDb,  présente dans la section « Liens externes ».
- Boris Vigneron : Peter
- Maryvette Lair : Marie
- Didier Bourdon : Degrand
- Catherine Hosmalin : Francette
- Jérôme Bruno : Tac -Tac
- Jean Vocat : Luc
- Patrick de Valette : Joe
- Yanik Vabre : John
- Amélie Yves Massari : Petrova
- Yves Massari : Jean-Pierre
- Éva Pardalis : Liliane
- Ornella Bes : Marina
- Adeline Brossard : Francette 30 ans
- Eddy Del Pino : Aimé
- Nicolas Devort : Le négociateur

## Fiche technique
- Réalisation : Vincent Burgevin et Franck Lebon
- Scénario et dialogues : Jérôme Bruno, Vincent Burgevin, Edgard F. Grima, Franck Lebon, Boris Vigneron et Jean Vocat
- Photographie : Marc Romani
- Chorégraphies : Sandrine Chaoulli et Julie Ferrier
- Musique originale : Franck Lebon
- Son : Eddy Laurent, Samy Bardet et Thierry Lebon
- Montage : Antoine Vareille et Nathan Delannoy
- Costumes : Laure Villemer
- Décors : Marie-Hélène Sulmoni

## Distinctions
- Festival de la fiction TV de La Rochelle 2012 : Prix du jeune espoir masculin pour Boris Vigneron[1]